# Zuluia lithostrota
Zuluia lithostrota är en kackerlacksart som beskrevs av Rehn, J. A. G. 1931. Zuluia lithostrota ingår i släktet Zuluia och familjen jättekackerlackor. Inga underarter finns listade i Catalogue of Life.